# Saint-Laurent-de-Trèves
Saint-Laurent-de-Trèves (okcitán nyelven Sant Laurent de Trèves) - község Franciaország déli részén, Lozère megyében. 2011-ben 178 lakosa volt.

## Fekvése
Saint-Laurent a Cévennek északi részén fekszik, a Tarnon völgye felett, 871 m-es tengerszint feletti magasságban, Floractól 8 km-re délre. Közigazgatási területe 568–1166 m-es magasságban fekszik. Területének 23,9%-át (5,52 km²) erdő borítja.
Keresztülhalad rajta a Corniche des Cévennes panorámaút (D9).  Maga a falu hegyoldalban terül el, de a Tarnon völgye és a Causse de Méjean keleti pereme is hozzátartozik.
Számos szórványtelepülés tartozik hozzá: Nozières, Le Cabanis, Ferrières, Artigue, Vernagues, Ferreyrettes. Keletről Barre-des-Cévennes, délről és nyugatról Vebron, északról Florac, északkeletről pedig Saint-Julien-d’Arpaon községek határolják.

## Története
A falu a történelmi Gévaudan Floraci báróságához tartozott. A 13. században már vára is volt, melynek urai a Barre-ok voltak. A 16. században lakossága protestáns hitre tért. A vallásháborúk során, 1580-ban a katolikus seregek Pontaut vezetésével elfoglalták a várat. A stratégiai jelentőségű várat 1630 körül Richelieu bíboros parancsára lerombolták. 1702-ben a protestáns camisard felkelők felgyújtották a Saint-Laurent-i templomot. Jelenleg a Tarnon völgyében mészkőkitermelés folyik, de jelentős szerepet játszik a falu életében az idegenforgalom is.

### Demográfia
| Év   | Lakosság |
| ---- | -------- |
| 1793 | 444      |
| 1851 | 551      |
| 1876 | 375      |
| 1901 | 353      |
| 1936 | 182      |

| Év   | Lakosság |
| ---- | -------- |
| 1946 | 167      |
| 1954 | 153      |
| 1962 | 137      |
| 1968 | 122      |

| Év   | Lakosság |
| ---- | -------- |
| 1975 | 119      |
| 1982 | 111      |
| 1990 | 107      |
| 1999 | 136      |
| 2010 | 179      |

## Nevezetességei
- A falu mellett megkövült dinoszaurusz-lábnyomok láthatóak. Egy régi kápolnában kis múzeumot rendeztek be.
- Protestáns templom

## Képtár

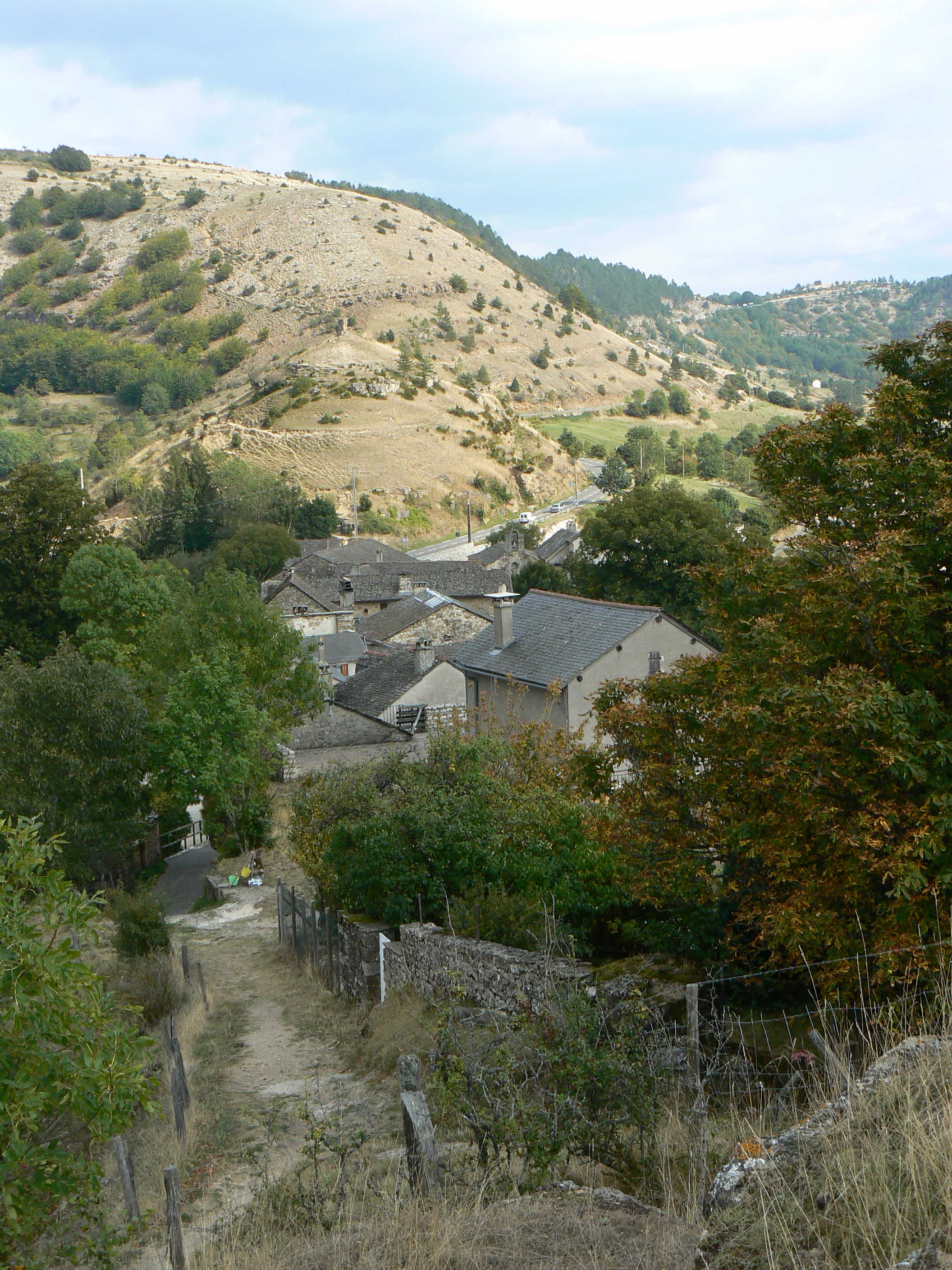
A falu látképe
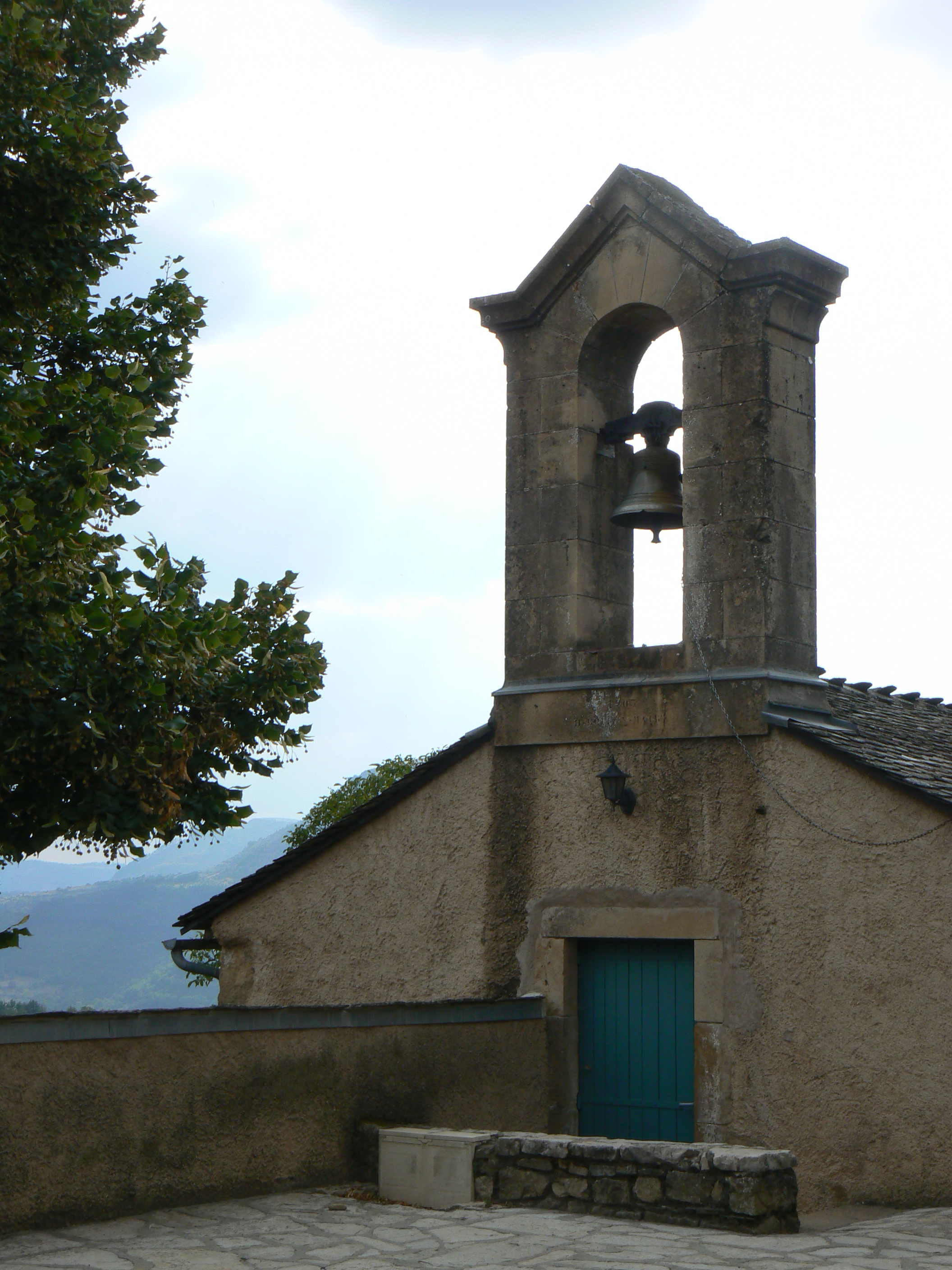
A St. Laurent-i templom
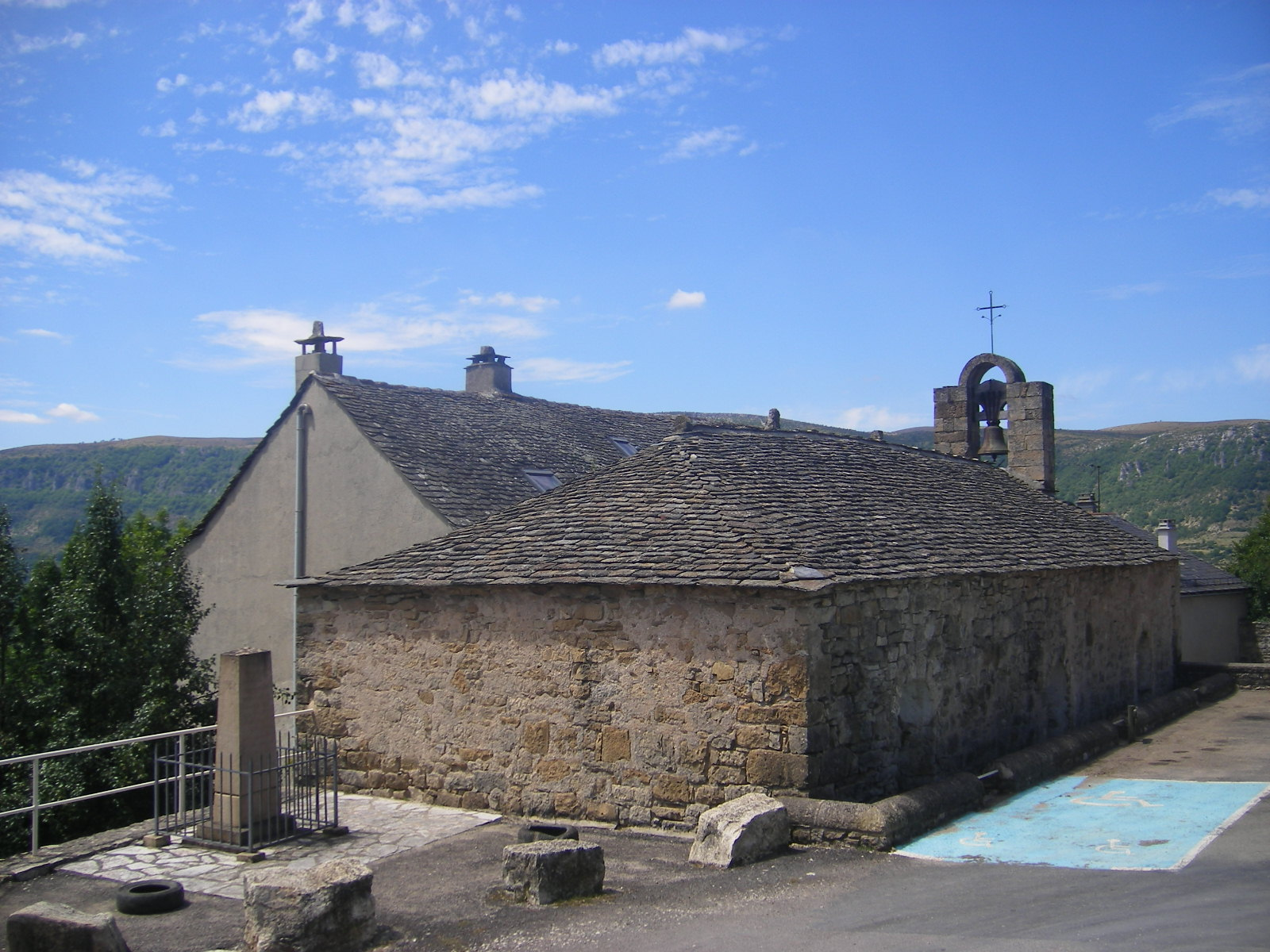
St. Laurent-i templom
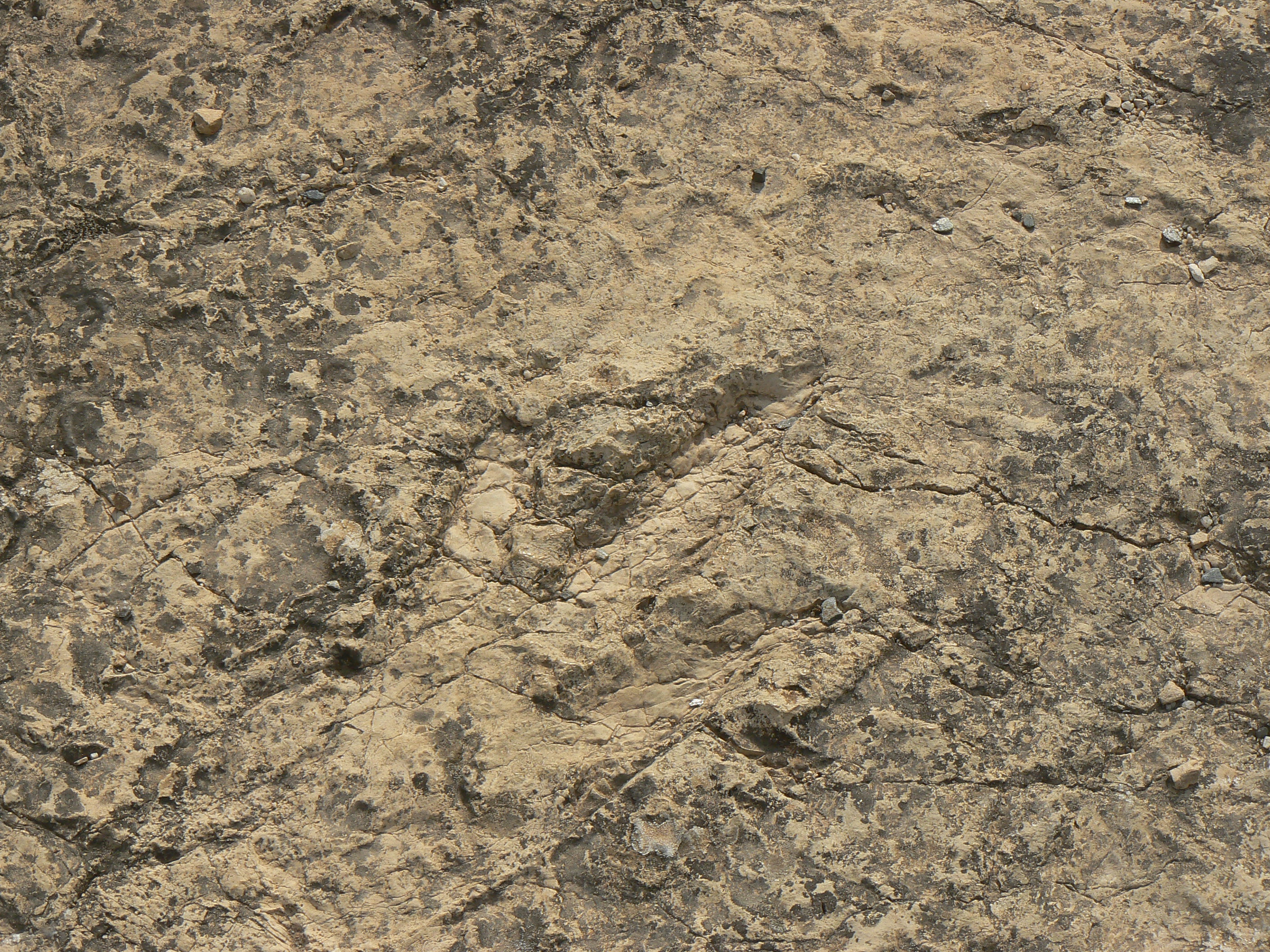
Megkövült dinoszaurusz-lábnyom
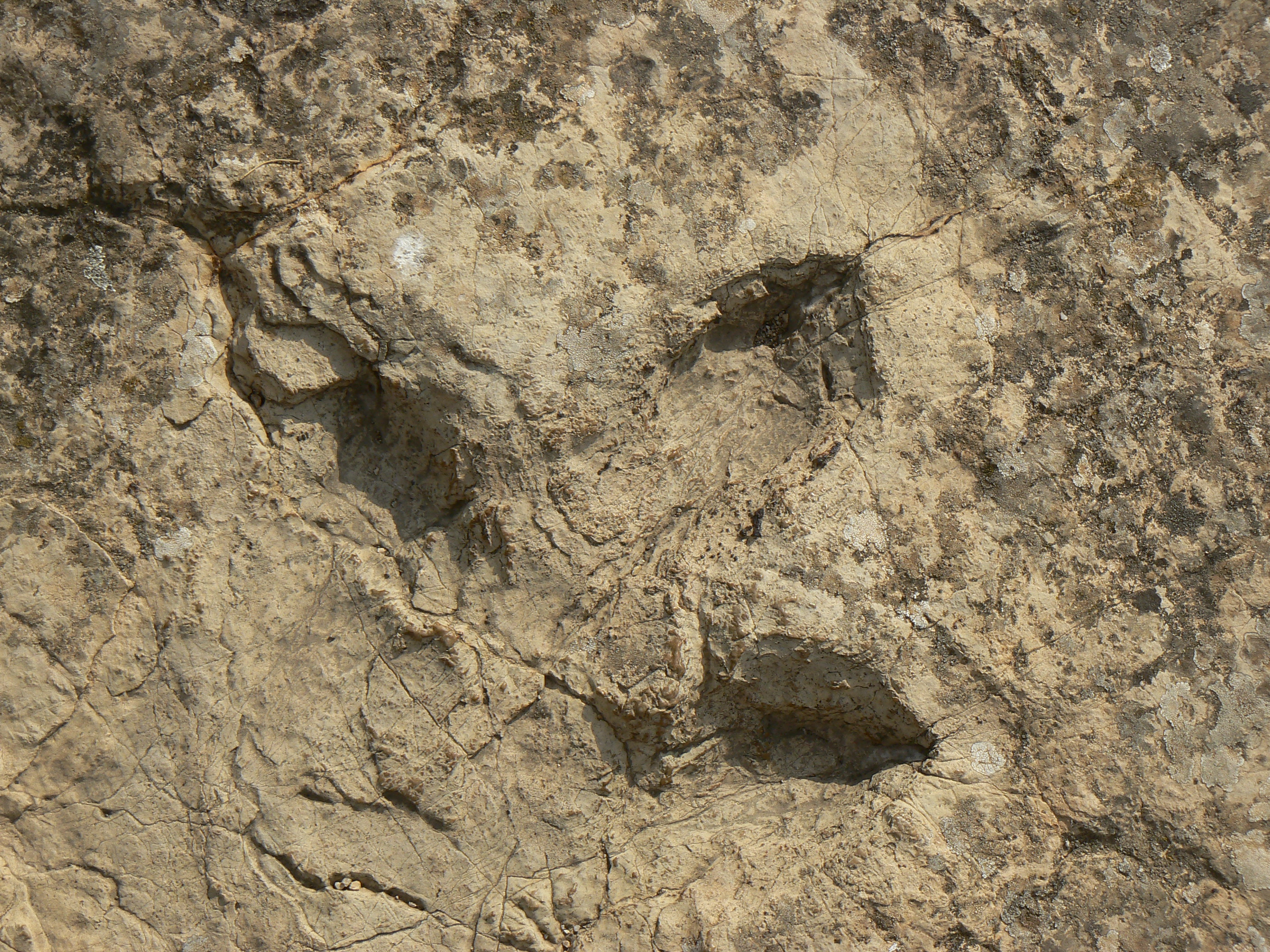
Megkövült dinoszaurusz-lábnyom
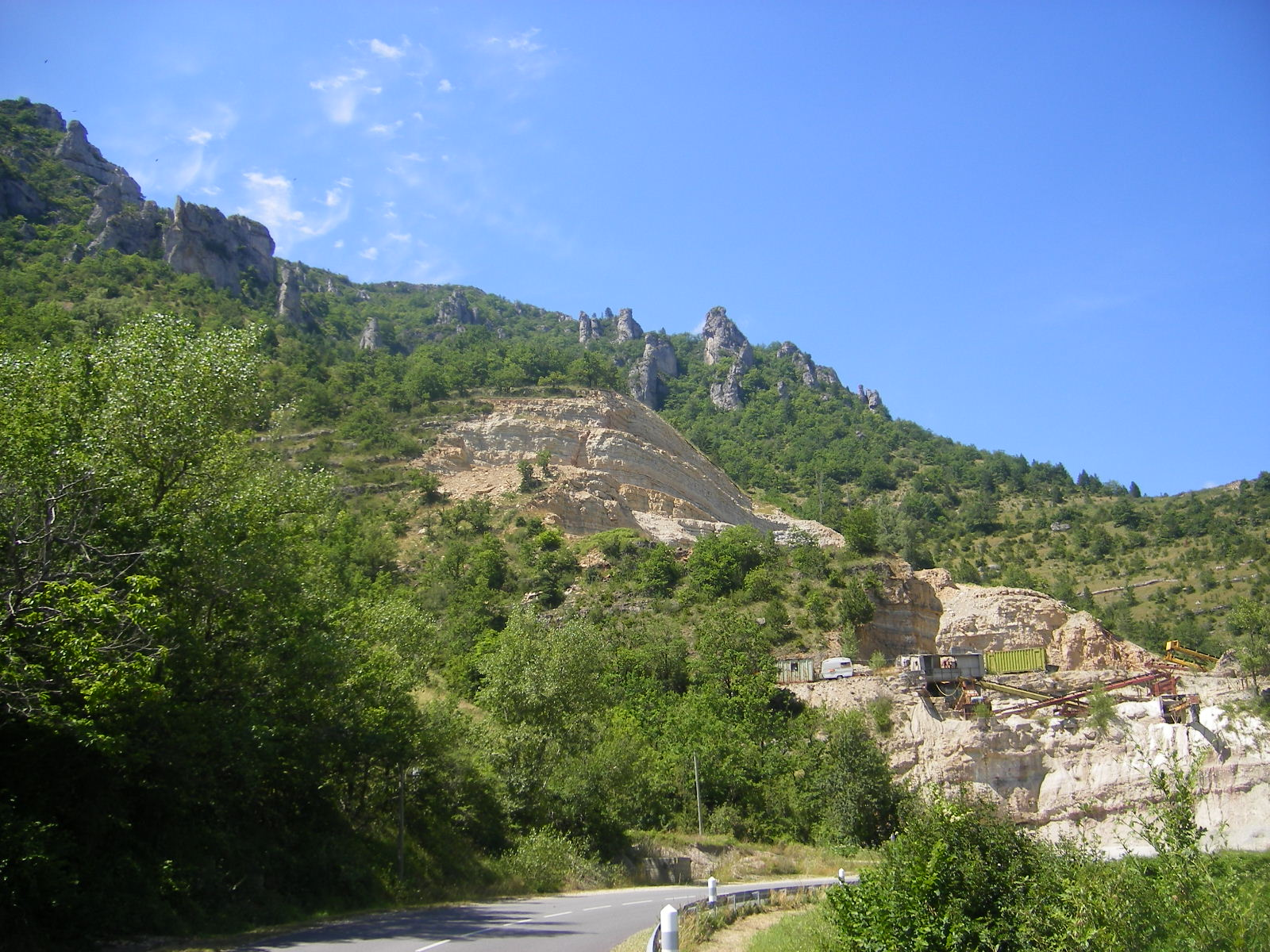
Mészkőfejtés a Tarnon-völgyében
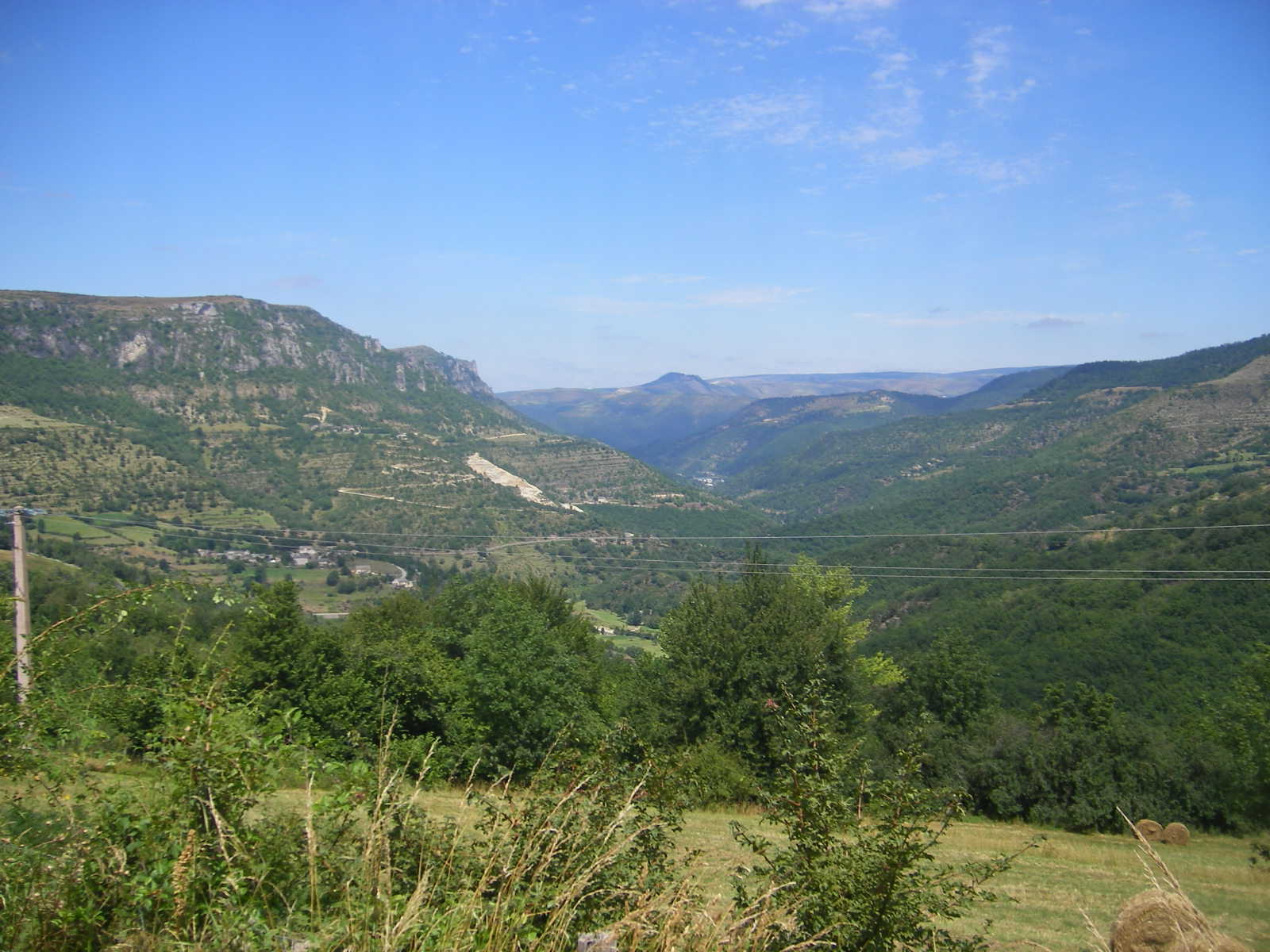
A Tarnon völgye (baloldalt a Causse de Méjean pereme)
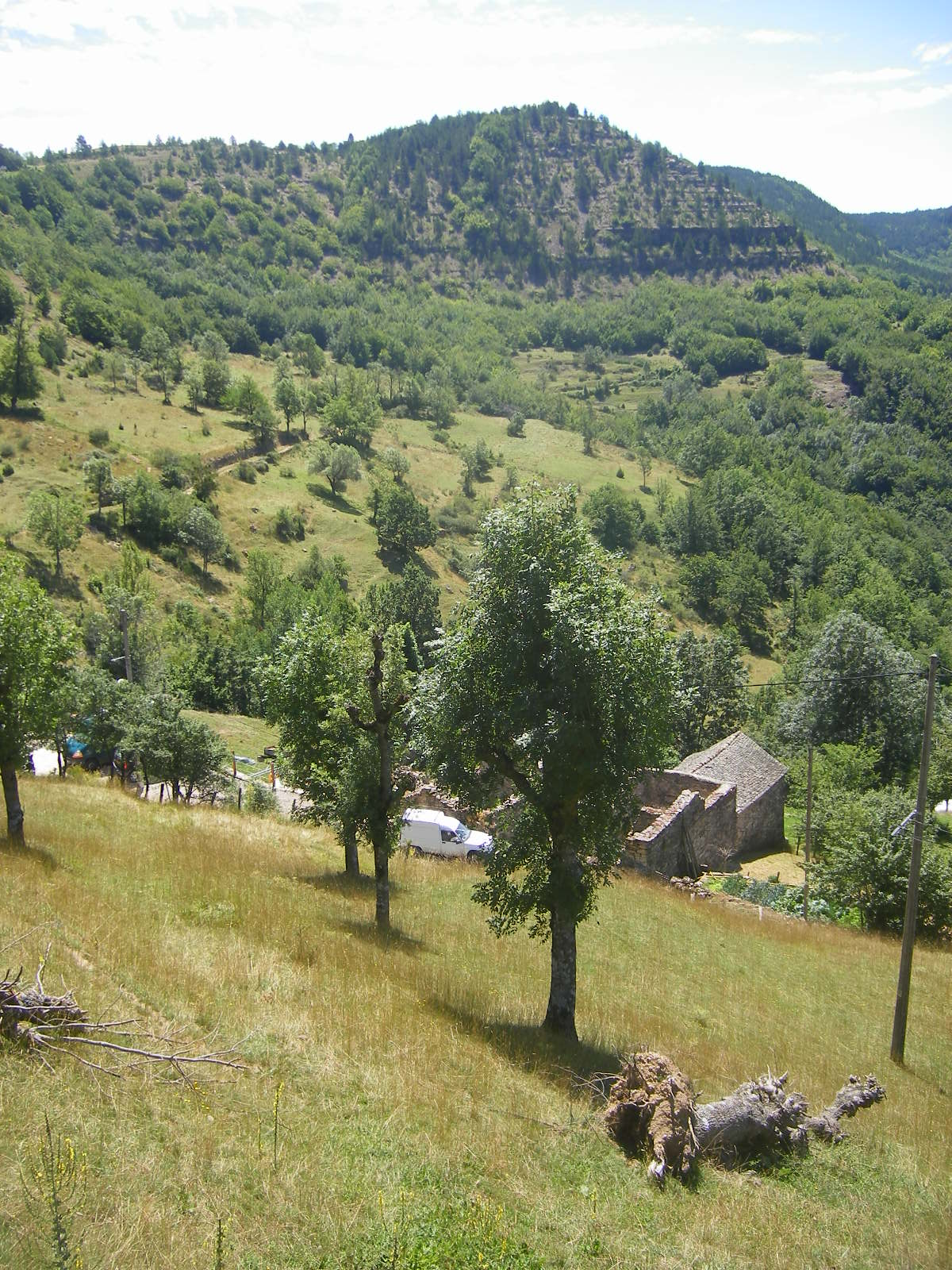
Nozières látképe
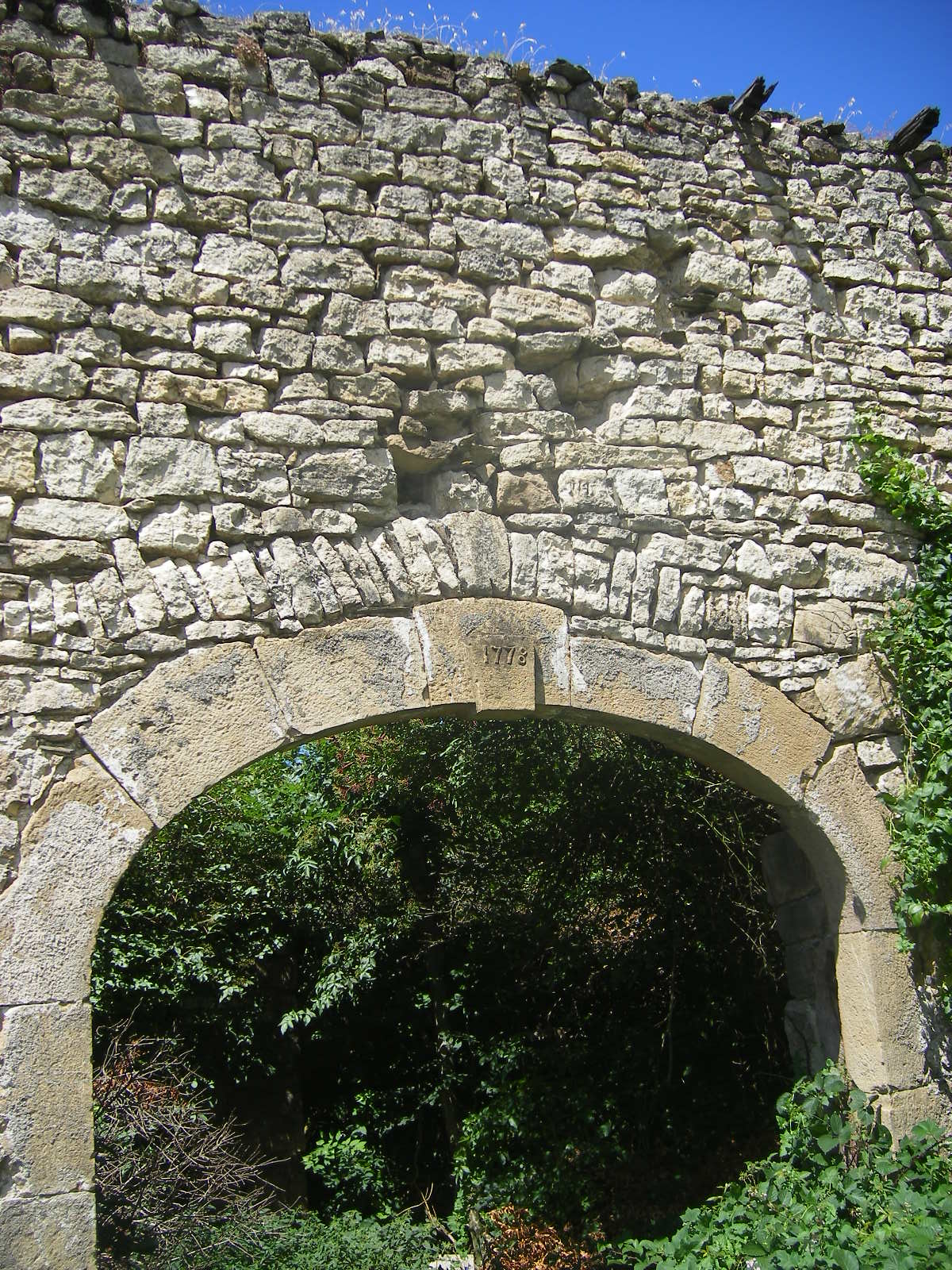
1778-ban épült romos épület Nozières-ben
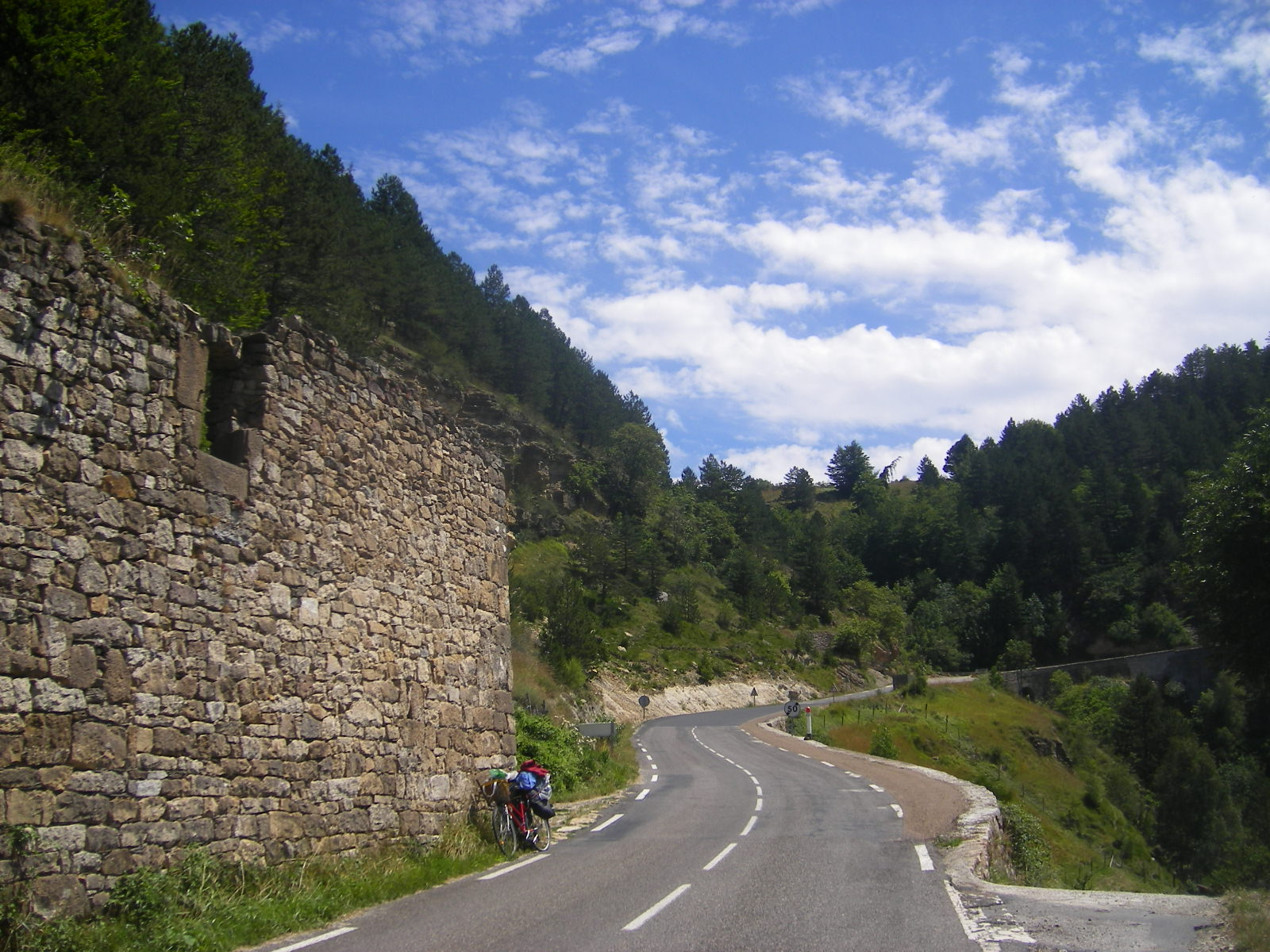
A Corniche des Cévennes Nozières-nél (emelkedő a Rey-hágóra (992 m)

## Kapcsolódó szócikk
- Lozère megye községei